# Wacław Machnik
Wacław Machnik (ur. 10 września 1915 w Lipnie, zm. 26 lutego 1976 w Sanoku) – polski nauczyciel, żołnierz, działacz społeczny.

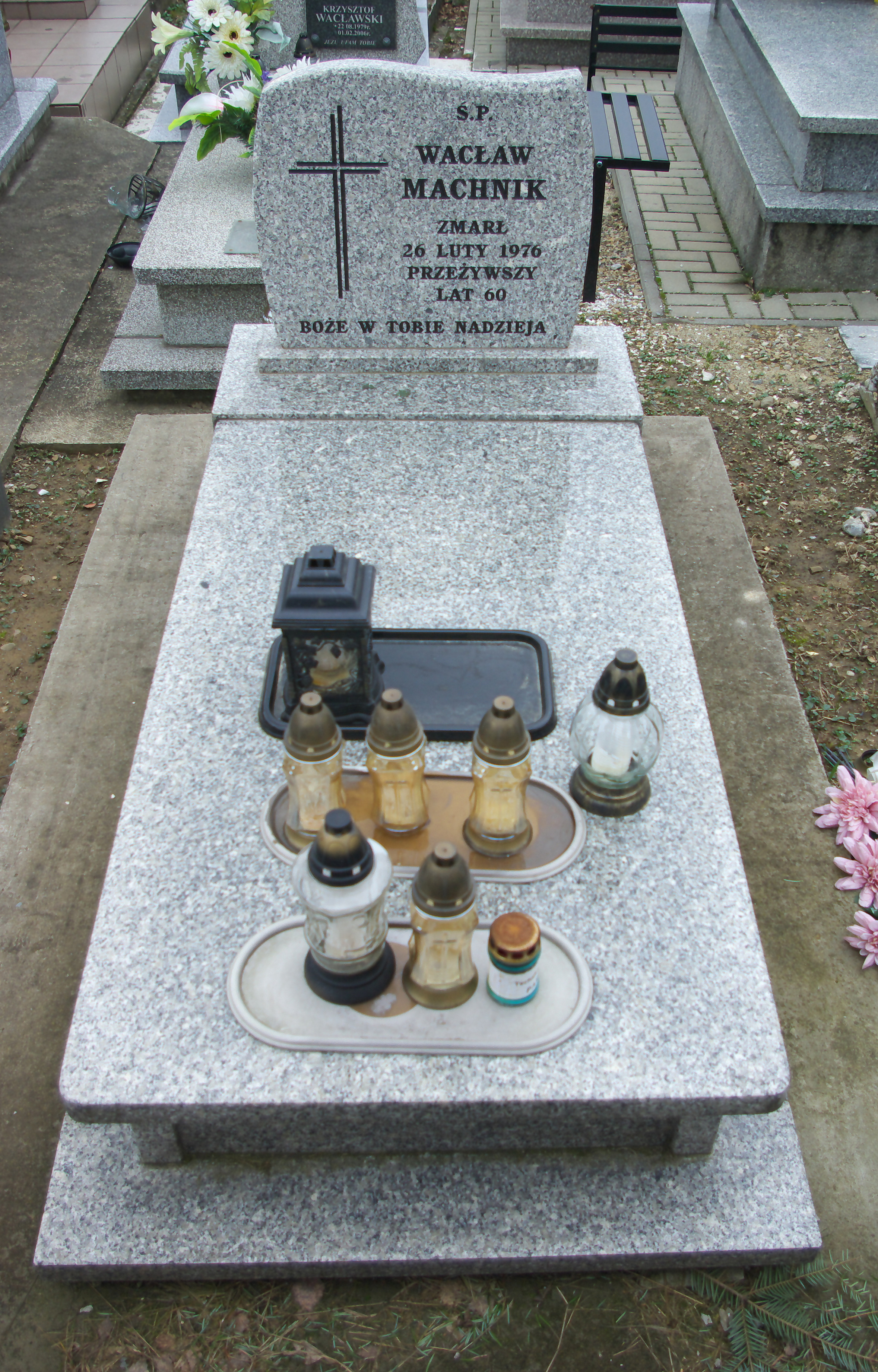
Nagrobek Wacława Machnika

## Życiorys
Urodził się 10 września 1915 w Lipnie. Był synem Michała i Anny z domu Dąbrowskiej. W pobliskim Jędrzejowie ukończył Seminarium Nauczycielskie w 1935, po czym odbył służbę wojskową w Szkole Podchorążych w Kielcach. W ostatnich latach istnienia II Rzeczypospolitej pracował jako nauczyciel w miejscowościach powiatu jędrzejowskiego: Małogoszcz, Zalesie, Jaronowice, Oksa. Po wybuchu II wojny światowej 1939 podczas okupacji sowieckiej podjął działalność w ramach tajnego nauczania. Dorabiał jako pracownik folwarku w Jaronowicach. Był żołnierzem partyzantki Armii Krajowej działając pod pseudonimem „Buk” (Wacław Machnik został wymieniony na tablicy pamiątkowej poświęconej żołnierzem AK, ustanowionej w gminie Oksa w 1992). Po nadejściu frontu wschodniego w 1944 został wcielony do ludowego Wojska Polskiego. Przydzielony jako oficer do 2 Armii Wojska Polskiego uczestniczył w operacji berlińskiej w 1945.
Po zakończeniu wojny pracował jako nauczyciel w Tyńcu, od 1946 w szkole podstawowej w Ostropie, następnie objął funkcję dyrektora szkoły przemysłowej działającej przy kopalni „Pstrowski” w Biskupicach. Równocześnie działał jako wizytator szkół zawodowych w strukturze Ministerstwa Górnictwa. Od 1946 do 1949 studiował na Wydziale Administracji Publicznej Wyższej Szkoły Ekonomicznej w Katowicach, gdzie w 1952 uzyskał dyplom ukończenia studiów. Przeniósł się na obszar i pełnił funkcje dyrektora szkół w strukturze Centralnego Związku Spółdzielczości Pracy: Gimnazjum Przemysłu Rafinerii Nafty w Jaśle od 1950 do 1954, Zasadniczej Szkoły Elektrycznej w Jaśle od 1954 do 1958, Zasadniczej Szkoły Metalowo-Włókienniczej w Rakszawie od lutego 1958 do 1 września 1959. Następnie sprawował stanowisko dyrektora szkół mechanicznych przy Fabryce Wagonów w Sanoku od 1959 do 1968. W tym czasie oddany został do użytku okazały gmach szkoły 8 marca 1960. Równolegle od 1962 do 1965 był dyrektorem wydzielonej ze szkół mechanicznych Zasadniczej Szkoły Zawodowej Sanockiej Fabryki Autobusów.
Pełnił funkcję przewodniczącego Związku Nauczycielstwa Polskiego w Sanoku. Był kierownikiem oddziału powiatowego Towarzystwa Przyjaciół Dzieci w Sanoku (jego poprzednikiem był Franciszek Moszoro, a następcą Roman Daszyk). Był wybierany członkiem zarządu oddziału powiatowego w Sanoku Związku Bojowników o Wolność i Demokrację: 12 marca 1961, 17 marca 1963, 6 lutego 1966 (w toku zmian w nomenklaturze z 1964 oddział powiatowy został zastąpiony oddziałem), 20 października 1968. Był też prelegentem tej organizacji. Sprawował mandat radnego Miejskiej Rady Narodowej w Sanoku kadencji 1961–1965 (był zastępcą przewodniczącego Komisji Zaopatrzenia Ludności), kadencji 1965–1969 (został przewodniczącym Komisji Mandatowej). Po odejściu ze szkoły był zatrudniony sanockim szpitalu jako nauczyciel leczonych tam dzieci. Odszedł na emeryturę w styczniu 1970.
Zmarł 26 lutego 1976. Został pochowany na Cmentarzu Posada w Sanoku.

## Odznaczenia i wyróżnienia
- Krzyż Kawalerski Orderu Odrodzenia Polski
- Złoty Krzyż Zasługi
- Krzyż Partyzancki
- Medal „Za udział w walkach o Berlin”
- Dyplom uznania dowódcy Warszawskiego Okręgu Wojskowego za pracę werbunkową przy naborze do szkół oficerskich (1962)[19]